# VESA Local Bus

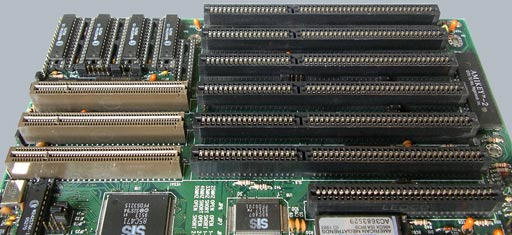
Płyta główna ze złączami VLB

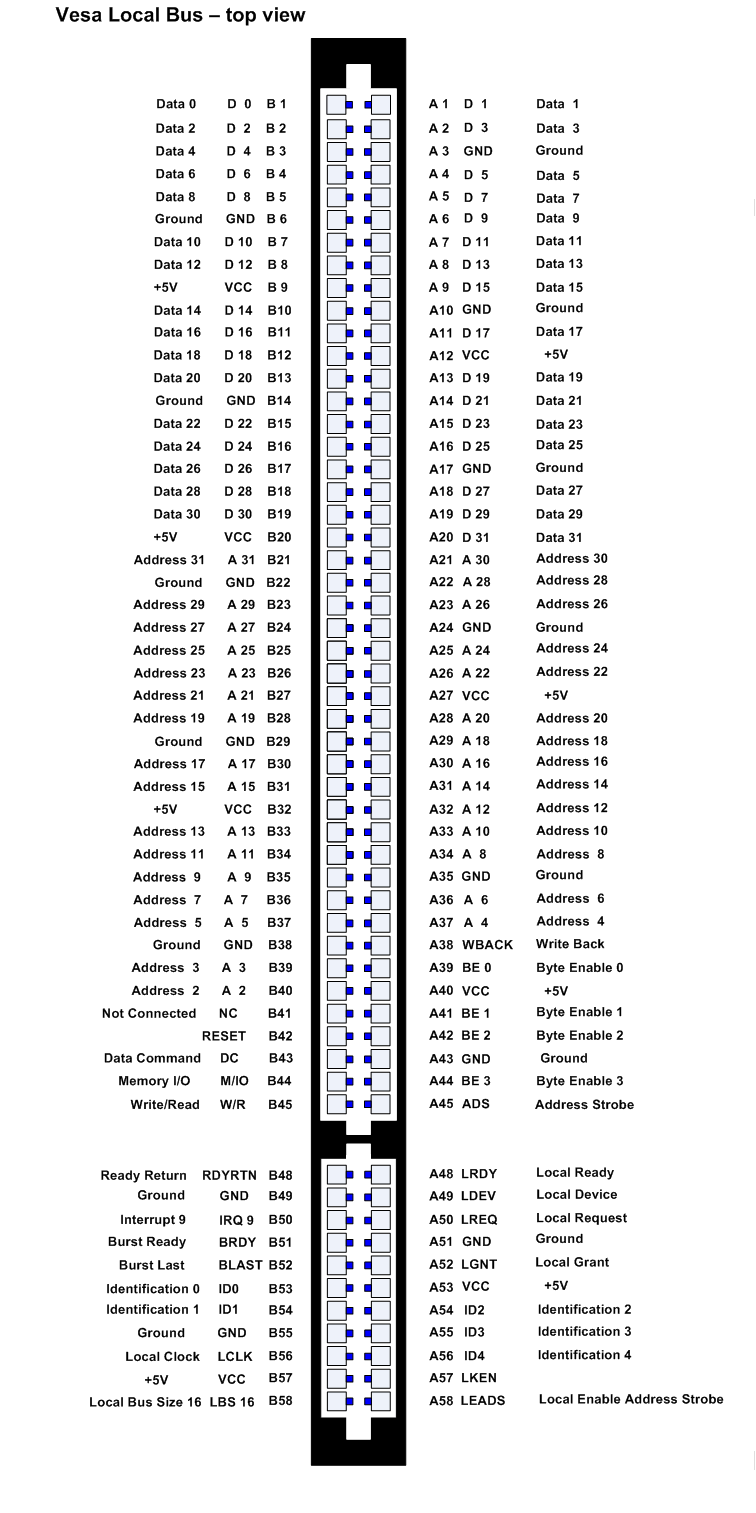
Opis wyjść magistrali VESA Local Bus

VESA Local Bus (ang. Video Electronics Standards Association Local Bus, VL Bus, VLB) – 32-bitowa szyna danych opracowana przez VESA.
System Local Bus pojawił się na rynku PC po raz pierwszy w połowie 1992 roku, kiedy konsorcjum VESA ustaliło standardową specyfikację tej magistrali, nazywaną VL Bus.
W przeciwieństwie do EISA Bus, VL Bus taktowana jest z zewnątrz z częstotliwością zegara procesora. Karty współpracujące z magistralami ISA (8 lub 16 bit) taktowane zegarem 8 MHz (pierwotnie około 4,77 MHz), nie mogły pracować z częstotliwościami większymi niż 10–12 MHz. Aby nie trzeba było takich kart wymieniać, projektanci płyt głównych z systemem VESA Local Bus zaprojektowali swoje łącze tak, że stało się ono rozszerzeniem standardowego 8/16-bitowego interfejsu ISA, taktowanego zegarem 8 MHz. Dzięki takiemu rozwiązaniu VESA Local Bus jest w pełni kompatybilna ze starszymi kartami rozszerzeń ISA.
Wedle definicji standardu VESA na płycie głównej każdego komputera z magistralą Local Bus powinny znajdować się 3 gniazda dla jej kart rozszerzających. Sloty szyn Local Bus zostały podobnie jak to miało miejsce przy rozbudowie magistrali PC Bus do AT Bus, wydłużone. Dlatego też gniazda kart tego typu są trzyczęściowe. Do dwuczęściowego rozszerzenia 16-bitowego dołączono kolejne złącze dla kart 32-bitowych.
Złącze to wykorzystywane było głównie przez karty graficzne oraz kontrolery wejścia-wyjścia, rzadziej przez karty sieciowe.
Głównym konkurentem łącza VESA Local Bus było PCI, które w efekcie zastąpiło łącza VLB, które było mocno zależne od magistrali FSB stosowanego procesora (główne sygnały sterujące, taktowanie zegara zgodne z zegarem FSB), przez co zmiany w specyfikacji FSB musiały pociągać zmiany w specyfikacji VLB. PCI nie miało tych mankamentów, specyfikacja interfejsu była niezależna od FSB.
Karty projektowane pod standard VESA mogły pracować z prędkościami od 25 do 40 MHz, ale mogły mieć już problemy przy 50 MHz. Karty PCI, pracując w łączach o stałej częstotliwości, nie miały tego problemu, w związku z tym można je było montować w coraz szybszych płytach.
W efekcie, VESA Local Bus używana była głównie w płytach przeznaczonych dla procesorów klasy 486.